# Stage Fright
Stage Fright är folkrockbandet The Bands tredje album. Det släpptes i augusti 1970 och räknas ofta tillsammans med The Bands två första album som ett av deras bästa. Till de mer kända låtarna från albumet hör bland annat "Time to Kill", "The Shape I'm In" och titelspåret "Stage Fright". 2000 släpptes albumet i en remastrad utgåva med fyra stycken extraspår.

## Låtlista
1. "Strawberry Wine" (Levon Helm, Robbie Robertson) - 2:36
2. "Sleeping" (Richard Manuel, Robertson) - 3:17
3. "Time to Kill" (Robertson) - 3:28
4. "Just Another Whistle Stop" (Manuel, Robertson) - 3:54
5. "All la Glory" (Robertson) - 3:35
6. "The Shape I'm In" (Robertson) - 4:00
7. "The W.S. Walcott Medicine Show" (Robertson) - 2:59
8. "Daniel and the Sacred Harp" (Robertson) - 4:13
9. "Stage Fright" (Robertson) - 3:43
10. "The Rumor" (Manuel, Robertson) - 4:16 
Bonusspår på 2000 års utgåva
11. "Daniel and the Sacred Harp [Alternate Take]" (Robertson) - 5:01
12. "Time to Kill [Alternate Mix]" (Robertson) - 3:26
13. "The W.S. Walcott Medicine Show [Alternate Mix]" (Robertson) - 3:05
14. "Radio Commercial" - 1:03

## Listplaceringar
| Lista (1970)   | Position          |
| -------------- | ----------------- |
| Australien     | 2 (Go Set)        |
| Kanada         | 6 (RPM)           |
| Nederländerna  | 5                 |
| Norge          | 9 (VG-lista)      |
| Storbritannien | 15                |
| USA            | 5 (Billboard 200) |